# Kummanasirasgi, Jevargi
Kummanasirasgi là một làng thuộc tehsil Jevargi, huyện Gulbarga, bang Karnataka, Ấn Độ.